# Kalgere, Chitradurga
Kalgere là một làng thuộc tehsil Chitradurga, huyện Chitradurga, bang Karnataka, Ấn Độ.